# Million Dollar Bill
Million Dollar Bill è un singolo della cantante statunitense Whitney Houston pubblicato il 7 agosto 2009 come secondo estratto dal settimo ed ultimo album I Look to You.

## Descrizione e composizione
Scritto e prodotto da Alicia Keys e il marito Swizz Beatz, presenta un campionamento del brano del 1976 We're Getting Stonger della cantante disco e soul Loleatta Holloway. In un'intervista rilasciata a MTV, Houston ha raccontato la scelta di interpretare il brano e il rapporto con Keys:

## Video
Il video per il nuovo singolo è stato mostrato in esclusiva il 16 settembre 2009.

## Classifiche
| Classifica (2009) | Posizione massima |
| ----------------- | ----------------- |
| Canada            | 62                |
| Finlandia         | 18                |
| Germania          | 41                |
| Irlanda           | 8                 |
| Italia            | 15                |
| Paesi Bassi       | 58                |
| Regno Unito       | 5                 |
| Stati Uniti       | 100               |
| Svezia            | 22                |
| Svizzera          | 40                |

## Cronologia delle pubblicazioni
| Paese       | Data          | Formati | Etichetta      |
| ----------- | ------------- | ------- | -------------- |
| Canada      | 7 agosto 2009 | Airplay | Arista Records |
| Italia      | 7 agosto 2009 | Airplay | Sony Music     |
| Spagna      | 7 agosto 2009 | Airplay | Sony Music     |
| Francia     | 7 agosto 2009 | Airplay | Sony Music     |
| Inghilterra | 7 agosto 2009 | Airplay | Sony Music     |
| Germania    | 7 agosto 2009 | Airplay | Sony Music     |